# Fransén-Robinson-Konstante
Die Fransén–Robinson-Konstante {\displaystyle F}, benannt nach Arne Fransén und Herman P. Robinson, ist eine mathematische Konstante. Sie ist definiert als die Fläche zwischen dem Kehrwert der Gammafunktion und der x-Achse im Bereich {\displaystyle x>0}:
{\displaystyle F=\int _{0}^{\infty }{\frac {1}{\Gamma (x)}}\,dx.}
Die Dezimalentwicklung der Fransén–Robinson-Konstante ist
F = 2,80777 02420 28519 36522 50118 65577 72932 30808 59209 30198 … (Folge A058655 in OEIS),
ihre Kettenbruchentwicklung
[2; 1, 4, 4, 1, 18, 5, 1, 3, 4, 1, 5, 3, 6, 1, 1, 1, 5, 1, 1, 1, 1, 1, 1, 2, 1, 1, 2, 1, 2, 1, 3, 1, 10, 1, 4, 7, 2, 2, 2, 46, 18, 1, 1, 3, 1, 1, 4, 5, 1, 1, …] (Folge A046943 in OEIS).